# 蚌埠公交125路
蚌埠公交125路，是中国安徽省蚌埠市的一条公交线路，由虎山公园开往大庆路桥首末站，由蚌埠市公共交通集团有限公司运营、管理。

## 历史

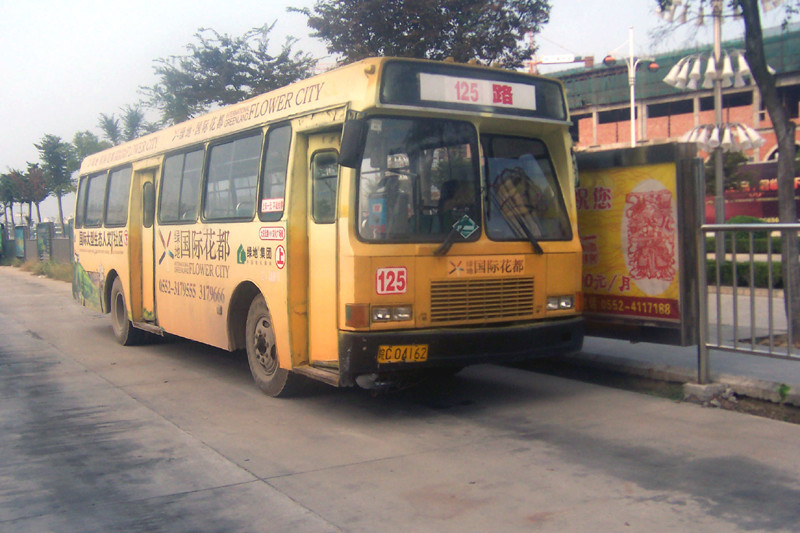
2005年使用长江·福来西宝客车的125路
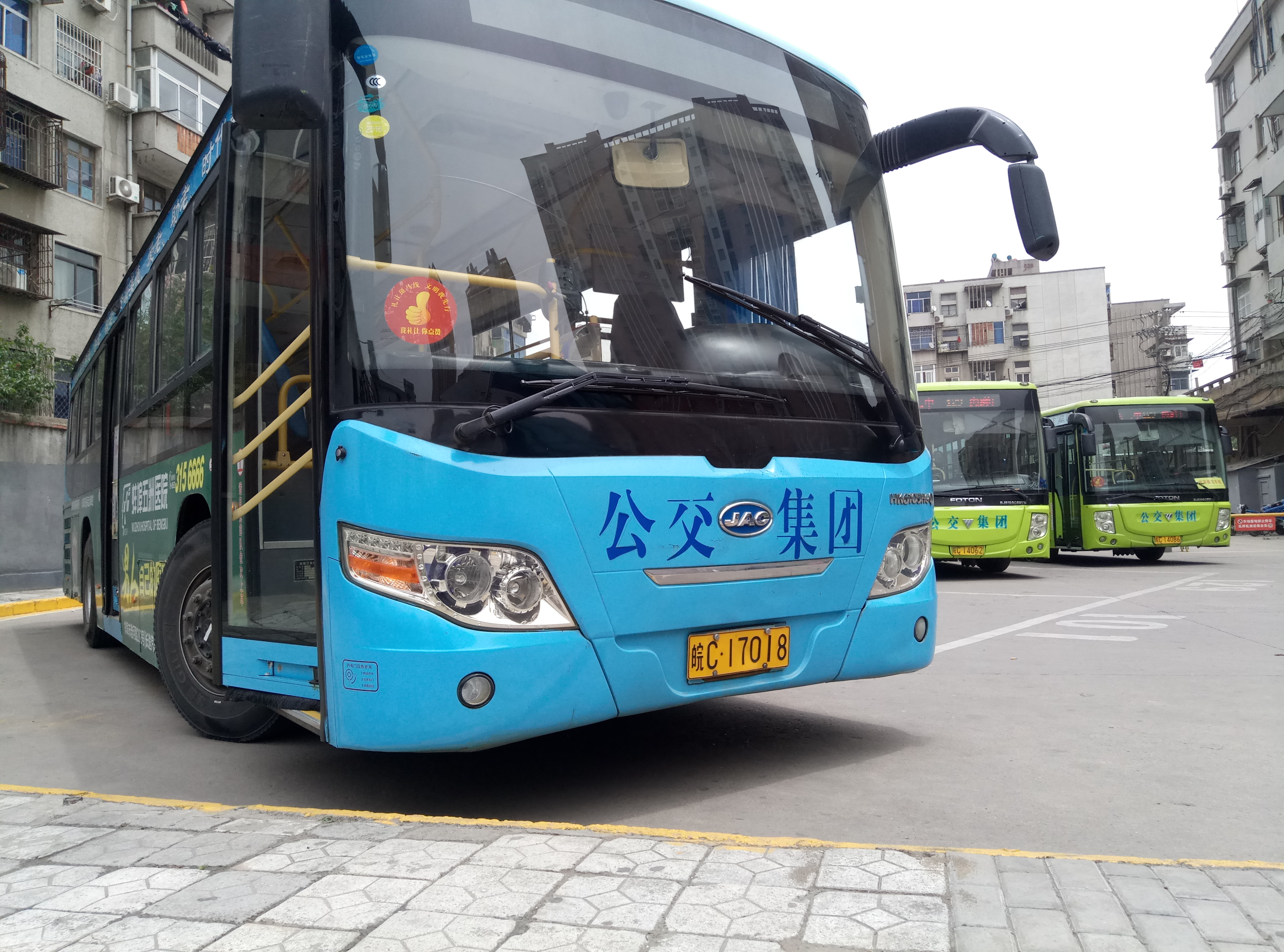
2013年使用江淮HK6105HGQ型的125路
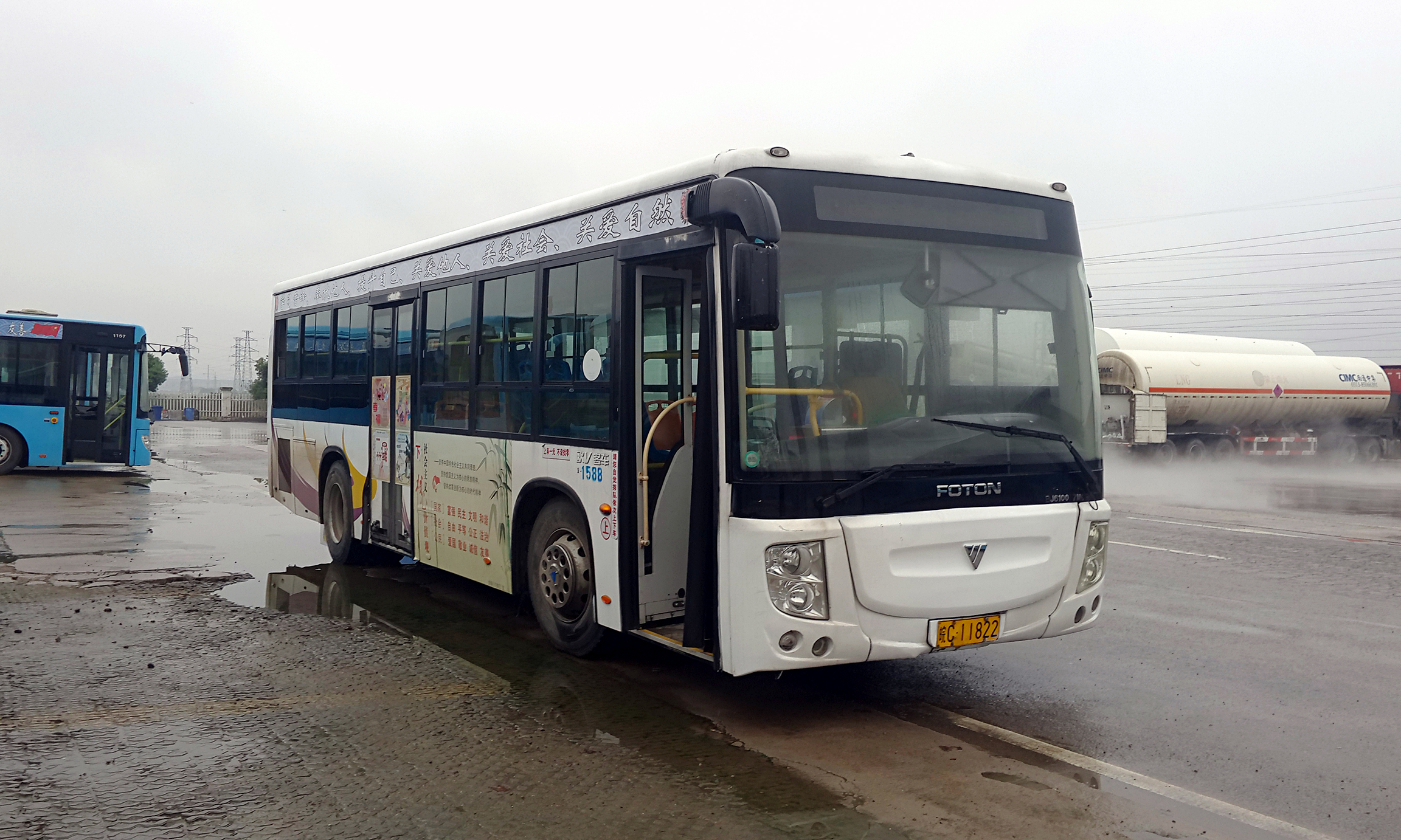
2013年使用福田BJ6100C7MCB型的125路
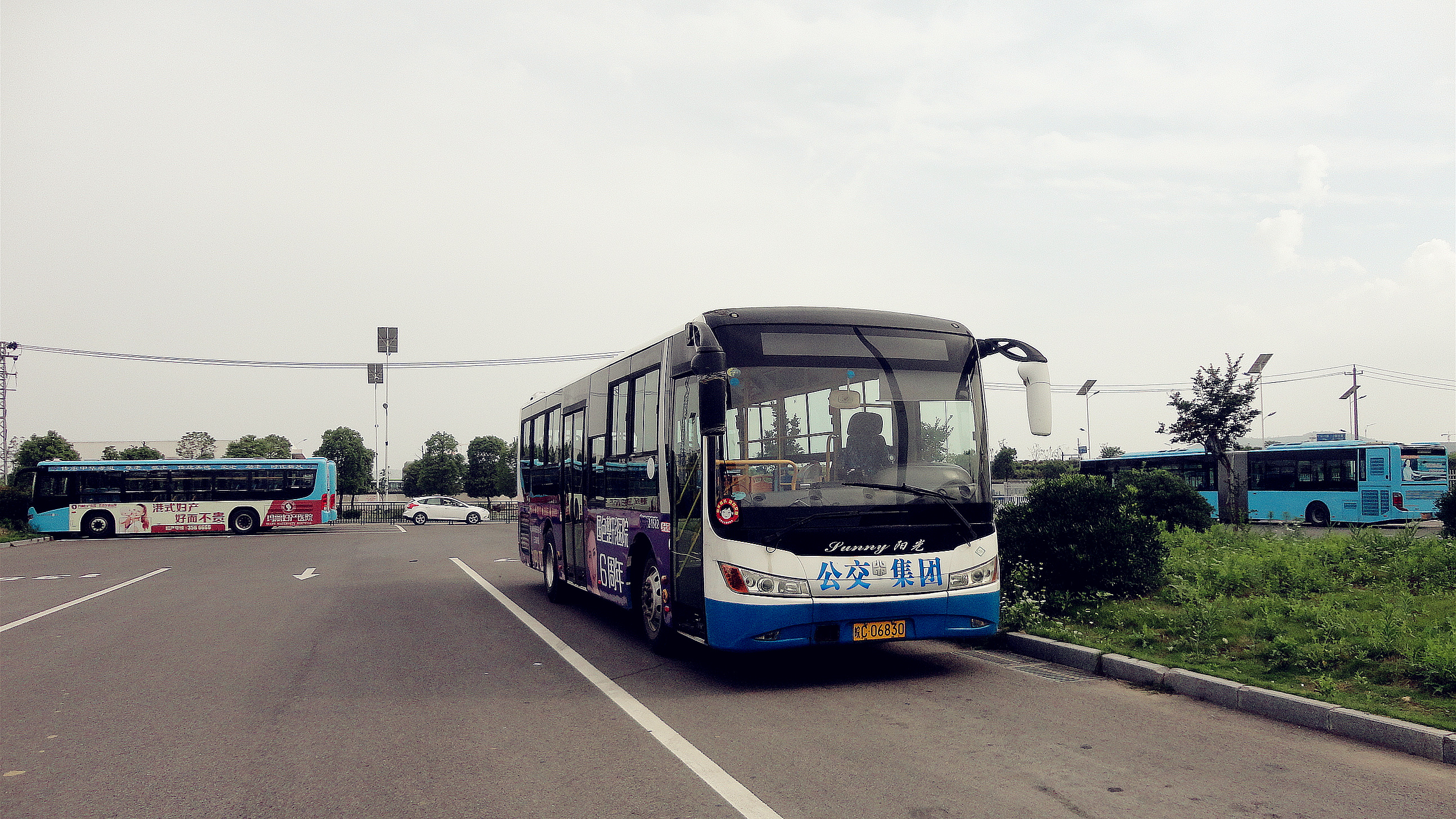
2013年使用中通LCK6103GC型的125路
2013年使用大金龙XMQ6106AGHEV6型的125路
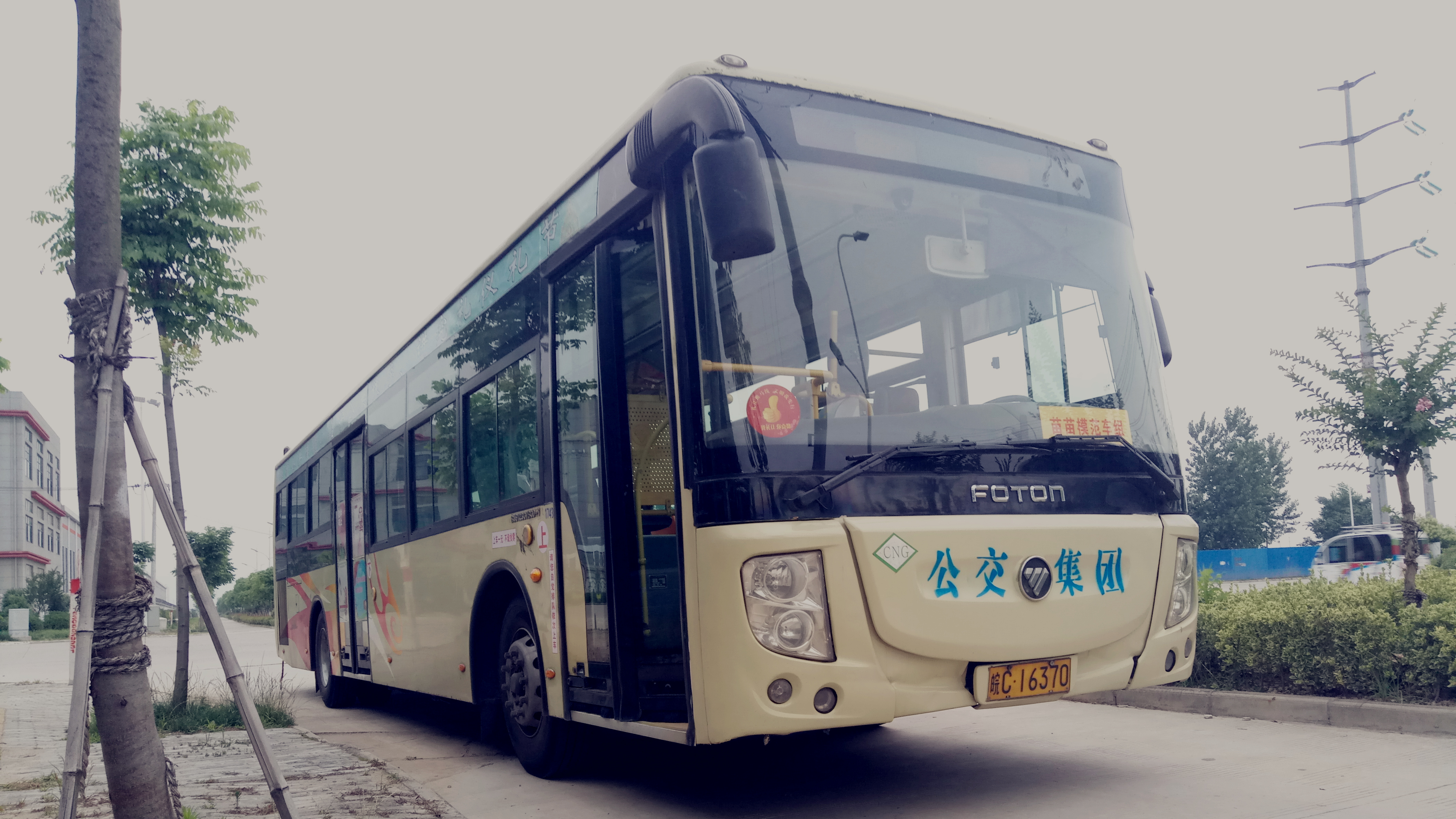
2015年125路使用的福田BJ6123C7BCD-1型天然气客车
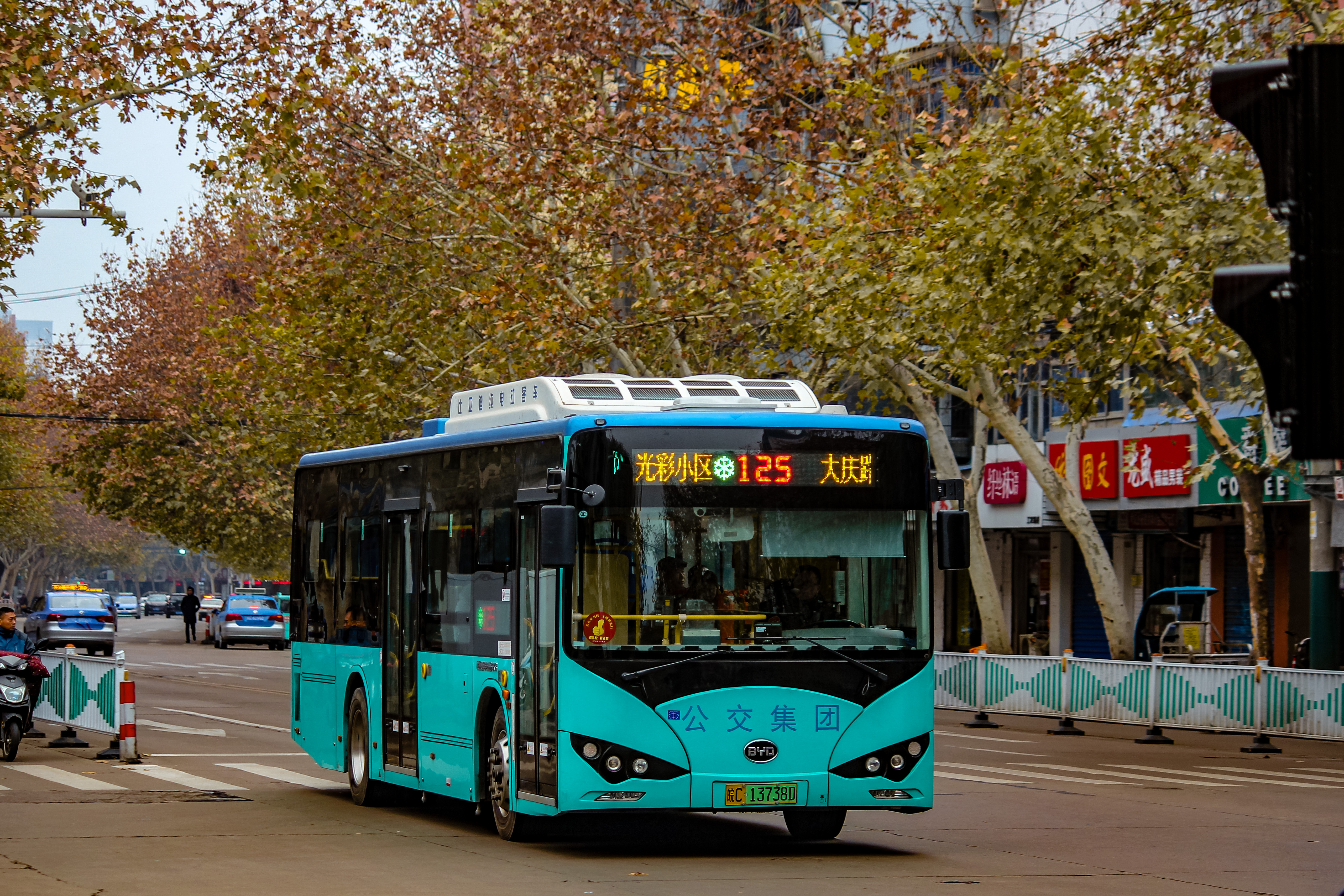
2017年6月已上牌投入125路运营的比亚迪K8A型

- 2002年，蚌埠市朝阳路淮河公路桥正式建成通车。蚌埠公交集团为响应市政府号召，解决淮上区小蚌埠镇市民通行问题，开通了25路，使用新购置的长江·福来西宝客车。[2]
- 2005年，蚌埠公交公司实行公交改革，25路变更为125路，车辆配置和服务不变。[3][4]
- 2010年-2015年，蚌埠公交集团将各个主要线路下放的天然气公交车投放125路，淘汰全部长江牌柴油客车。
- 2017年6月，蚌埠公交集团购置500台比亚迪纯电动客车，其中24台比亚迪K8A型已投入125路。[5][6][7]
- 2019年1月6日，为了更好的服务光彩小区、银泰城、新地城市广场、琥珀新天地等小区市民公交出行，蚌埠公交集团106路，125路由光彩小区延长至虎山公园站。[8]

## 站点

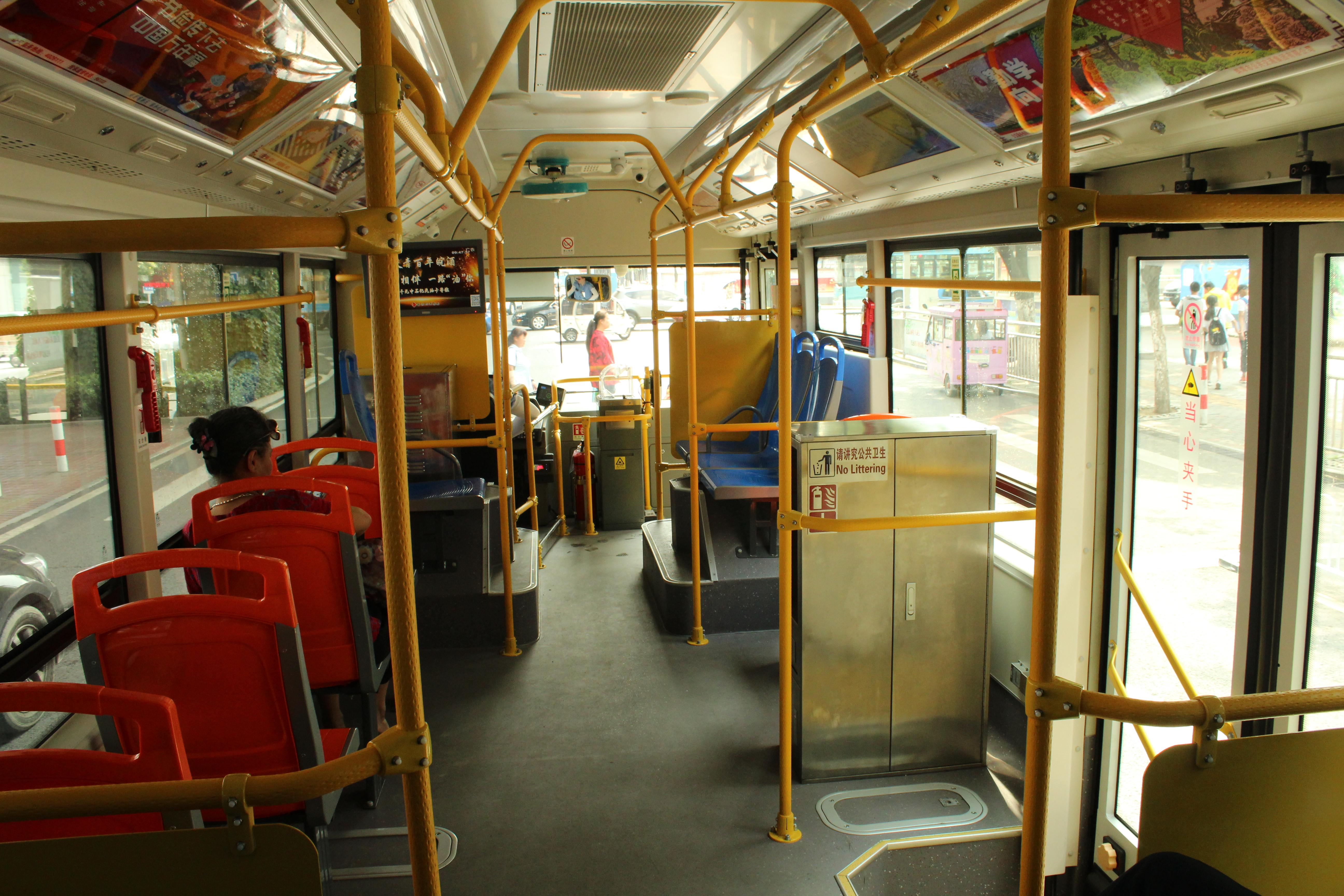
蚌埠公交125路比亚迪K8内饰

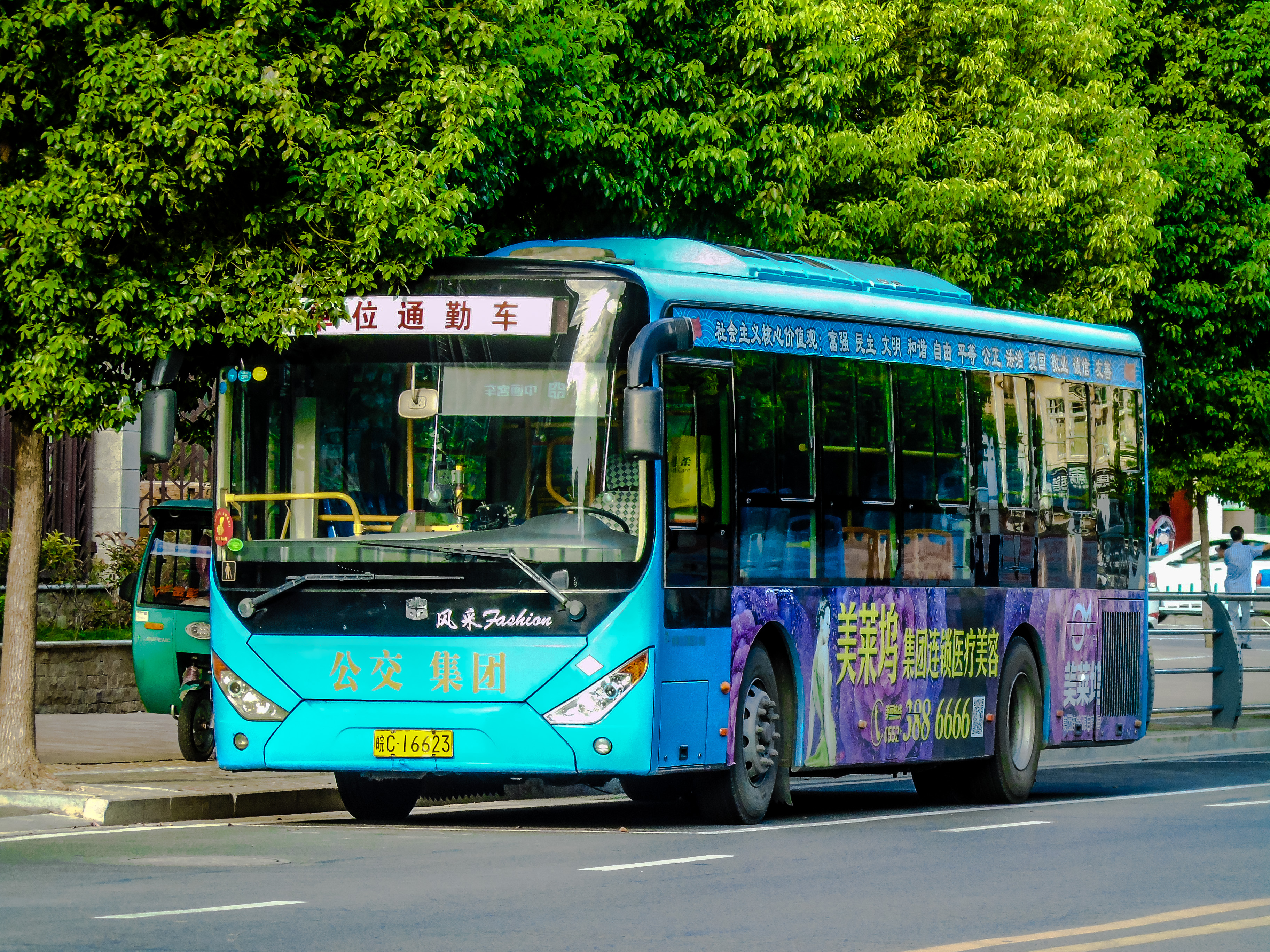
蚌埠公交125路退役车辆现为通勤车

### 途经站
- 往大庆路桥首末站 ： 虎山公园 - 新地城市广场 - 琥珀新天地 - 光彩小区 - 富华路 - 民政家园 - 老年康复医院 - 延安路·东海大道 - 延安路·荆山路 - 中国银行 - 浦发银行 - 华夏尚都 - 沁雅花园北 - 工农家园 - 一中 - 太平街 - 淮河路·纬二路 - 朝阳路桥北 - 蚌埠国购广场南 - 蚌埠国购广场 - 创业纺织 - 长征北路 - 果园路 - 果园路·淮上大道 - 民俗博物馆 - 淮上区产业园 - 卫食园 - 意义环保 - 大庆路桥首末站[9]
- 往虎山公园 ： 大庆路桥首末站 - 意义环保 - 卫食园 - 淮上区产业园 - 民俗博物馆 - 果园路·淮上大道 - 果园路 - 长征北路 - 创业纺织 - 蚌埠国购广场 - 蚌埠国购广场南 - 朝阳路桥北 - 淮河路·纬二路 - 太平街 - 一中 - 工农家园 - 沁雅花园北 - 华夏尚都 - 浦发银行 - 中国银行 - 延安路·荆山路 - 延安路·东海大道 - 老年康复医院 - 民政家园 - 富华路 - 光彩小区 - 琥珀新天地 - 新地城市广场 - 二院体检中心 - 虎山公园[10][11]

### 换乘站
以下内容均统计自：蚌埠市公共交通集团有限公司营运线路一览表
- 虎山公园:106路
- 新地城市广场:106路 121路 160路
- 琥珀新天地:106路
- 光彩小区:106路
- 民政家园:121路
- 老年康复医院:106路 138路
- 延安路·东海大道:121路
- 中国银行:102路 微3路 环线1路
- 浦发银行:102路 环线1路
- 沁雅花园北:120路 121路 123路
- 工农家园:111路
- 第一中学:111路
- 太平街:102路 103路 136路 环线1路
- 淮河路·纬二路:105路 110路 128路 136路
- 朝阳路桥北:119路 126路 135路 136路 201路 202路
- 国购广场（单边）:119路 126路 135路 136路 201路
- 创业纺织:201路 202路
- 长征北路:201路 202路
- 果园路:201路 202路
- 意义环保:133路
- 大庆路桥首末站:133路

## 票价
- 未持卡乘客普通车投币1元，空调车投币2元。
- 持普通电子钱包卡普通车0.9元/次，空调车1.8元/次。
- 持学生月票卡普通车0.18元/次，成人卡0.36元/次，空调车加1元。
- 持老人卡、拥军卡、爱心卡的乘客免费乘车。[12]

## 资料来源
1. ↑  .   [2017-06-14]. （原始内容存档于2017-08-02）.
2. ↑  .   [2017-06-14]. （原始内容存档于2014-02-17）.
3. ↑  .   [2017-08-20]. （原始内容存档于2020-10-31）.
4. ↑  .   [2017-08-20]. （原始内容存档于2019-07-24）.
5. ↑  .   [2017-06-14]. （原始内容存档于2019-07-23）.
6. ↑  .   [2017-06-14]. （原始内容存档于2017-07-31）.
7. ↑  .   [2017-06-14]. （原始内容存档于2017-07-31）.
8. ↑  .   [2019-01-06]. （原始内容存档于2019-01-06）.
9. ↑  .   [2017-06-15]. （原始内容存档于2014-10-06）.
10. ↑  .   [2017-06-14]. （原始内容存档于2017-07-08）.
11. ↑  .   [2017-06-15]. （原始内容存档于2019-01-06）.
12. ↑  .   [2017-06-17]. （原始内容存档于2018-03-09）.